# 岩手県道262号沖田田原線
岩手県道262号沖田田原線（いわてけんどう262ごう おきたたわらせん）は、岩手県一関市と奥州市を結ぶ一般県道である。

## 概要

### 路線データ
- 起点：一関市大東町沖田字西館（岩手県道10号江刺室根線交点）
- 終点：奥州市江刺田原字大平（国道456号・岩手県道197号田原折居線交点）

## 地理

### 通過する自治体
- 一関市
- 奥州市

### 交差する道路
- 岩手県道10号江刺室根線
- 国道456号・岩手県道197号田原折居線（終点）